# Justin Leon
Justin Leon (* 29. Juli 1995 in Conway, Arkansas) ist ein US-amerikanischer Basketballspieler.

## Karriere
Leon besuchte die High School in seinem Heimatort Conway. Dort spielte er bereits erfolgreich Basketball und wurde mit verschiedenen Auszeichnungen gewürdigt (7A All-Conference, All-Region und All-State). Er wechselte im Anschluss an das Shawnee Community College, ein Junior College in Illinois, wo er für die Saints auf Korbjagd ging. In seinem Sophomore-Jahr wurde er in die Junior-College-All-American-Mannschaft gewählt. In seinem Junior-Jahr wechselte er an die University of Florida. In seinen beiden Jahren in Florida führte er seine Mannschaft in der Dreipunktwurfquote an.
Nachdem er im NBA-Draft 2017 unberücksichtigt geblieben war, unterzeichnete er einen Vertrag bei Oklahoma City Blue, dem Farmteam der Oklahoma City Thunder in der NBA G-League. 2018 absolvierte er drei Spiele für die Thunder in der NBA Summer League, bevor er erneut für das Farmteam antrat. Nach insgesamt zwei Jahren in der G-League wechselte er 2019 erstmals nach Europa. Beim Bundesliga-Absteiger Science City Jena unterschrieb Leon einen Zweijahresvertrag. Nachdem die Saison 2019/20 wegen der andauernden COVID-19-Pandemie in Deutschland frühzeitig abgebrochen wurde, kehrte Leon in die USA zurück.